# Монархія Бельгії
Король Бельгії має офіційний титул Король бельгійців (нід. Koning der Belgen, фр. Roi des Belges), що посилається на концепцію «народної монархії».
В Бельгії з моменту виникнення незалежного Бельгійського королівства (1831) правлять представники знатного німецького роду Саксен-Кобургів. На престол щойно утвореної держави був запрошений син герцога Франца Саксен-Кобург-Заальфельдського Леопольд (згодом — король Леопольд I).

## Історія
Розташування країни відвіку сприяло розвитку її торгівлі і ремесел, але заважало політичній незалежності. В різний час багатими бельгійськими землями володіли дальні і ближні держави — Іспанія, Франція, Нідерланди. Лише восени 1830 року бельгійці, незадоволені другорядною роллю батьківщини в тодішньому Нідерландському королівстві, вигнали голландські війська, проголосили незалежність і скликали Національний конгрес, щоб визначити майбутній устрій своєї держави.
Швидко вирішивши зробити Бельгію конституційною монархією, самі бельгійці і провідні європейські держави довго сперечалися, кого запросити в королі. Монарх Нідерландів Віллем I заявляв, що не визнає незалежності Бельгії, якщо її корону не отримає його син Віллем. Лукаві французи просували на бельгійський престол сина свого короля Луї Філіппа I. Але у результаті був затверджений кандидат, схвалений тодішніми «заклятими союзниками» Великою Британією та Росією, — 41-річний герцог Леопольд Саксен-Кобурзький. З одного боку, він мав тісну спорідненість з британською королівською сім'єю. А з іншої — провів велику частину життя в Росії, куди його сім'я втекла від французької революції. Поступивши на службу в російську армію, герцог Леопольд дослужився до генерала, у Вітчизняну війну 1812 року командував кірасирським полком і був відображений на портреті, що досі прикрашає Військову галерею Зимового палацу.
15 листопада 1831 герцог Саксен-Кобурзький, що коронувався під ім'ям Леопольда I, присягнув парламенту Бельгії на вірність конституції країни. (З 1866 року в Бельгії відзначають 15 листопада як День королівської династії — Свято Короля.) Того ж 1831 року Бельгію оголосили «незалежною і вічно нейтральною державою» всі європейські держави, окрім Нідерландів, що вимушено визнали суверенітет сусідів лише 8 років опісля.
Успадкувавши корону від батька в 1864, Леопольд II увійшов до історії головним чином тим, що за 45 років його правління Бельгія обзавелася власними колоніями в Африці (нинішні Демократична республіка Конго, Руанда і Бурунді), вийшла на перше місце у світі за густиною своїх залізничних мереж (і зберігає його досі). І нарешті, в 1898 в Бельгії був прийнятий закон про рівноправ'я двох національних мов, носії яких — франкомовні валлони і фламандці, що говорять нідерландською.
Низка сімейних і національних нещасть почалася для королів Бельгії в 1914. Тоді велику частину країни окупували війська німецького кайзера Вільгельма. Бельгійська армія на чолі з племінником Леопольда II, що царював з 1909, Альбертом I разом з союзниками з Франції і Британії майже чотири роки вела позиційні бої. В ході цих боїв в 1915 під бельгійським містом Іпр німці вперше у світі застосували хімічну зброю — Іприт.
Уцілівши на війні, пристрасний альпініст і авіатор Альберт I загинув при загадкових обставинах в лютому 1934. За офіційною версією 59-річний король розбився на смерть, впавши з скелі під містом Намюр. У наступного правителя сина Альберта Леопольда III, в 1935 в автокатастрофі загинула його улюблена дружина, шведська принцеса Астрід. У травні 1940 року гітлерівці, що вторглися до Бельгії, захопили Леопольда III в полон, змусили його підписати капітуляцію (уряд встиг евакуюватися до Лондона) — і відправили до кінця війни під домашній арешт.
Після звільнення Леопольд, запідозрений в співпраці з Гітлером, виїхав в напівдобровільне вигнання до Швейцарії, а регентом — хранителем престолу при малолітньому синові короля принцові Бодуені став брат Леопольда принц Шарль. У 1951, коли Бодуену виповнився 21 рік, Леопольд III відрікся від престолу на його користь, присвятивши залишок життя вивченню метеликів.
У царювання Бодуена, що тривало 42 року, Бельгія розлучилася з африканськими колоніями, зате дістала в свою столицю Брюссель штаб-квартири Європейського економічного співтовариства (нині Євросоюз) і НАТО.
У 1948 Бельгія уклала з сусідніми Нідерландами та Люксембургом економічний і митний союз Бенілюкс, що став прообразом нинішньої об'єднаної Європи. Проте до її утворення Бодуен не дожив, померши від серцевого нападу влітку 1993 на курорті на півдні Іспанії.
Оскільки у Бодуена не було дітей, новим, шостим за ліком королем Бельгії став його молодший брат Альберт II. На відміну від попередника, у нинішнього бельгійського монарха велика сім'я. Дружина, королева Паола (до шлюбу донна Руффо де Калабріа родом з Італії), з якою Альберт одружений вже 41 рік, народила двох синів — спадкоємця престолу кронпринця Філіпа (1960 р.н.) і Лорана (1963 р.н.) і дочку принцесу Астрід (1962 р.н.).
Випередивши старшого брата, Астрід ще в середині 1980-х років одружилася з ерцгерцогом Лоренцом з австрійського дворянського роду, народивши від нього четверо дітей. Що стосується принца Філіпа, то у свій час бельгійці серйозно побоювалися, що той засидиться неодруженим. І навіть змінили в 1991 Закон про престолонаслідування, по якому відтепер бельгійський престол можуть займати як королівські сини, так і дочки. Але дослужившись до чину полковника королівських ВВС, принц Філіп нарешті одружувався в грудні 1999 року з 26-річною дочкою бельгійського шляхтича та польської графині Марії Кристини д'Удекем д'Акоз. Вона має рідкісну для принцеси спеціальність шкільного логопеда, що не заважає європейцям вважати її, згідно з опитуваннями світської хроніки, за «найкласичнішу та найшляхетнішу принцесу Європи». Вона подарувала чоловікові двох дітей — дочку Єлизавету в 2001 і сина Габріеля в 2003-му.
Королівська родина Бельгії полюбляє швидку їзду — причому не тільки на автомобілях. У 71 рік король Альберт II не оминає можливості сісти на мотоцикла, кронпринц Філіп не раз брав призи на велогонках, а його молодший брат Лоран обожнює ролики. Щодо участі в суспільно-політичному житті країни, то за традицією король як живий символ національної єдності займається всіма програмами зі зміцнення співдружності фламандців і валлонів в рамках федерації.
21 липня 2013, що є днем Національного свята Королівства Бельгія, у країні відбулась конституційна церемонія зміни монарха. Король Бельгійський Альберт II на 80-му році життя зрікся престолу на користь свого сина принца Філіпа.
Підписання акту зречення відбулося о 10:30 за місцевим часом у Королівському палаці в Брюсселі. На церемонії були присутні приблизно 250 представників бельгійської політичної еліти.
Король Альберт II, 6-й бельгійський монарх, перебував на престолі з серпня 1993. Своє рішення зректися престолу на користь свого сина принца Філіпа 79-річний монарх пояснив поганим станом здоров'я та національними інтересами.

## Конституційна роль
Бельгійський монарх виконує декілька суспільних і політичних місій. З одного боку, король відображає в символічній формі і підтримує відчуття національної єдності, представляючи країну на публічних заходах і міжнародних зустрічах.
Крім того, монарх несе низку обов'язків в процесі утворення Уряду. Процедура зазвичай починається з номінації монархом «інформатора». Після загальних виборів інформатор офіційно повідомляє монарху про головні політичні сили, котрі здатні сформувати уряд. Після цієї фази, монарх може призначити іншого інформатора або призначити відповідального за формування уряду, і хто в разі успіху місії посідає посаду прем'єр-міністра.

Королівський палац (Брюссель)

Бельгійська Конституція наділяє монарха певними повноваженнями федеральної виконавчої влади. Монарх має владу, щоб призначити і звільнити міністрів, він відповідальний за виконання законів, пройнятих федеральним парламентом, може представляти законопроєкти федеральному парламенту і управляє міжнародними відносинами. Монарх підписує і оголошує всі закони, пройняті парламентом. Відповідно до Статті 106 Бельгійської Конституції, монарх не може діяти без підпису-контрасігнації відповідального міністра, хто приймає на себе політичну відповідальність за дію. На практиці це значить, що федеральна виконавча влада проводиться Федеральним Урядом, котрий відповідальний перед Палатою Представників відповідно до Статті 101 Конституції.
Монарх щотижня приймає прем'єр-міністра в Брюссельському Палаці, а також регулярно запрошує інших членів уряду до палацу для того, щоб обговорювати політичні питання. Протягом цих зустрічей монарх має право бути інформованим щодо пропозицій урядової політики, має права радити і право попередити уряд з будь-якого приводу, який монарх вважає за можливе. Монарх також зустрічається з лідерами всіх головних політичних партій, також як і з рядовими парламентаріями. Всі ці зустрічі організовує особистий Політичний Кабінет (щоб не бути змішаним з Кабінетом міністрів) монарха, який є частиною Королівського Дому.
Монарх є Головнокомандувачем бельгійських збройних сил і робить призначення вищих офіцерів. Імена запропонованих кандидатів направляються монархові Міністерством оборони. Військові обов'язки монархів здійснюються з допомогою Військової ради, яку очолює Загальний офіцер. Король Леопольд III був останнім бельгійським королем, який брав під особисте командування діючу армію; це було протягом другої світової війни.
Нарешті, бельгійці можуть написати монархові, коли вони зустрічаються труднощі з адміністративними властями.
Монарх також є одним з трьох компонентів федеральної законодавчої влади, відповідно до Бельгійської Конституції, разом з двома палатами Федерального Парламенту: Палатою Представників і Сенатом. Всі закони, прийняті Федеральним Парламентом, мають бути підписані і оголошені монархом.

## Список королів Бельгії

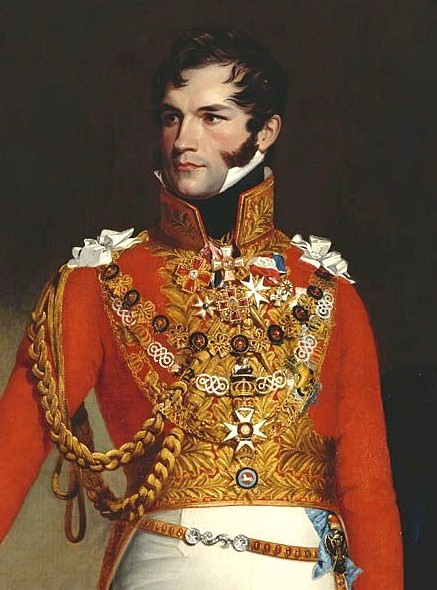
Леопольд I
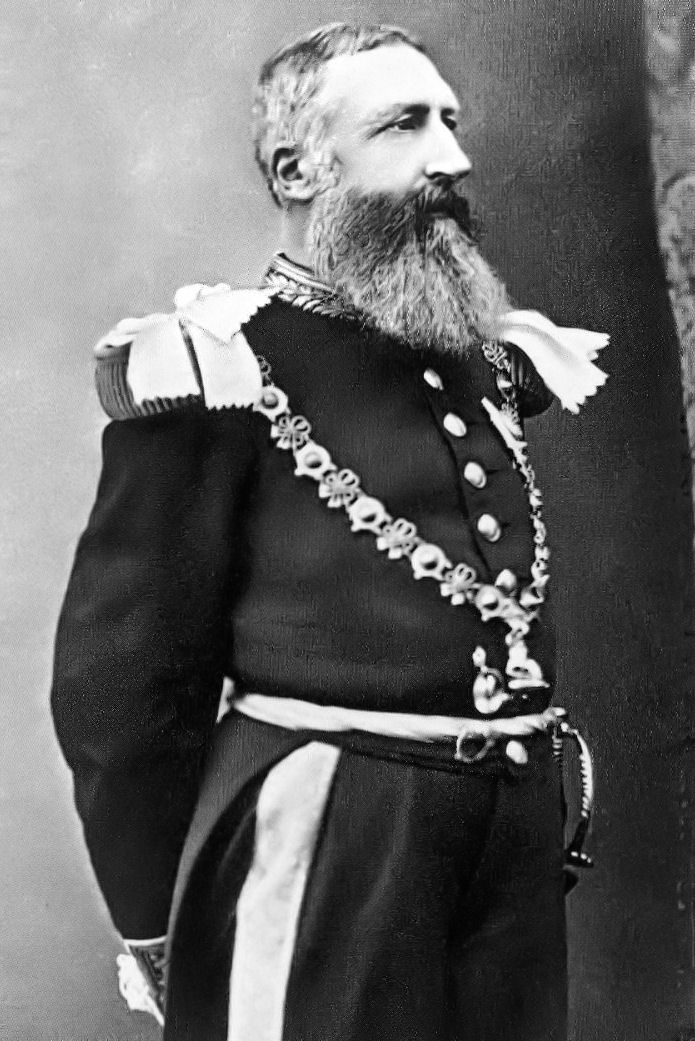
Леопольд II
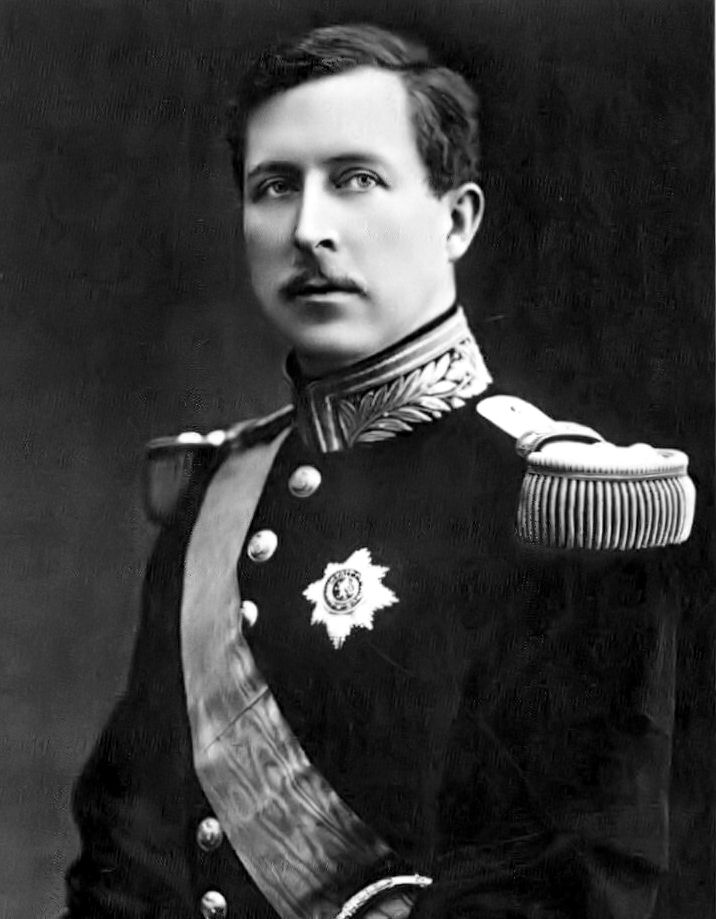
Альберт I
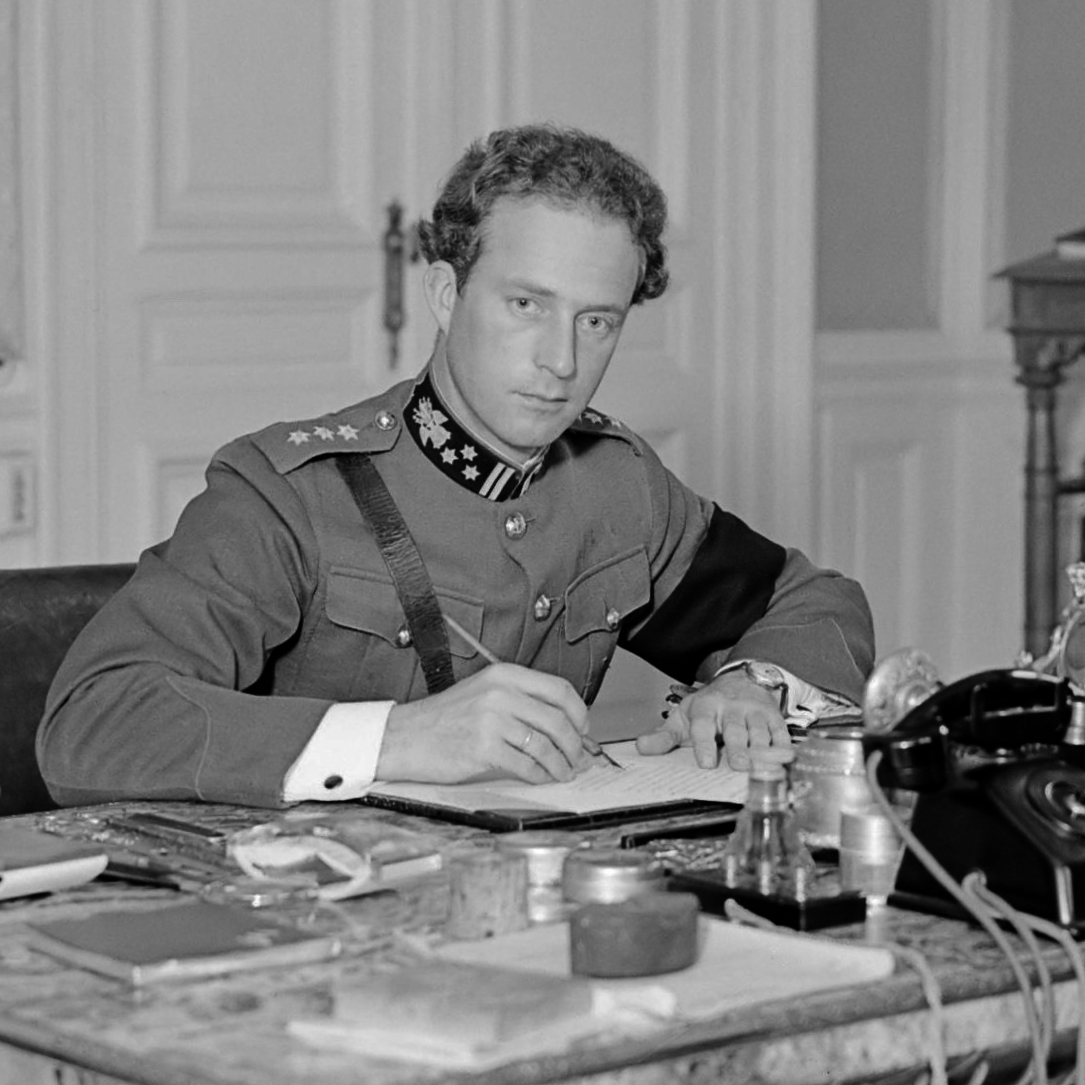
Леопольд III
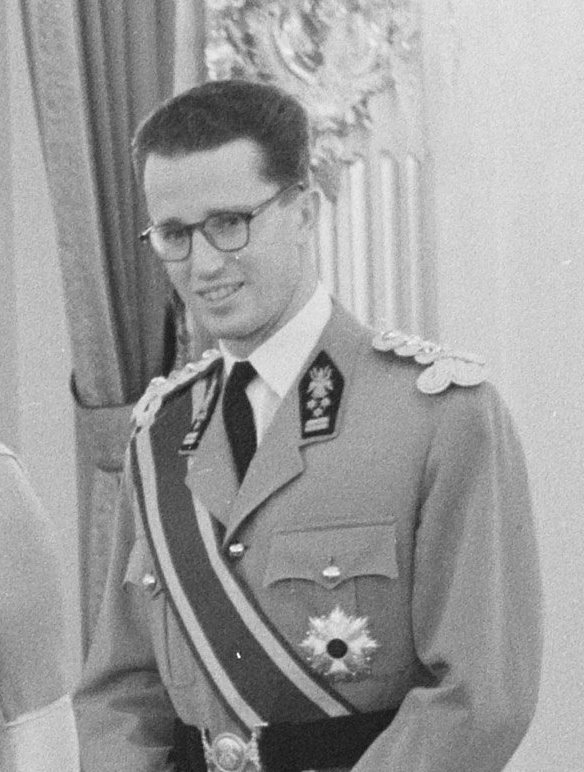
Бодуен I
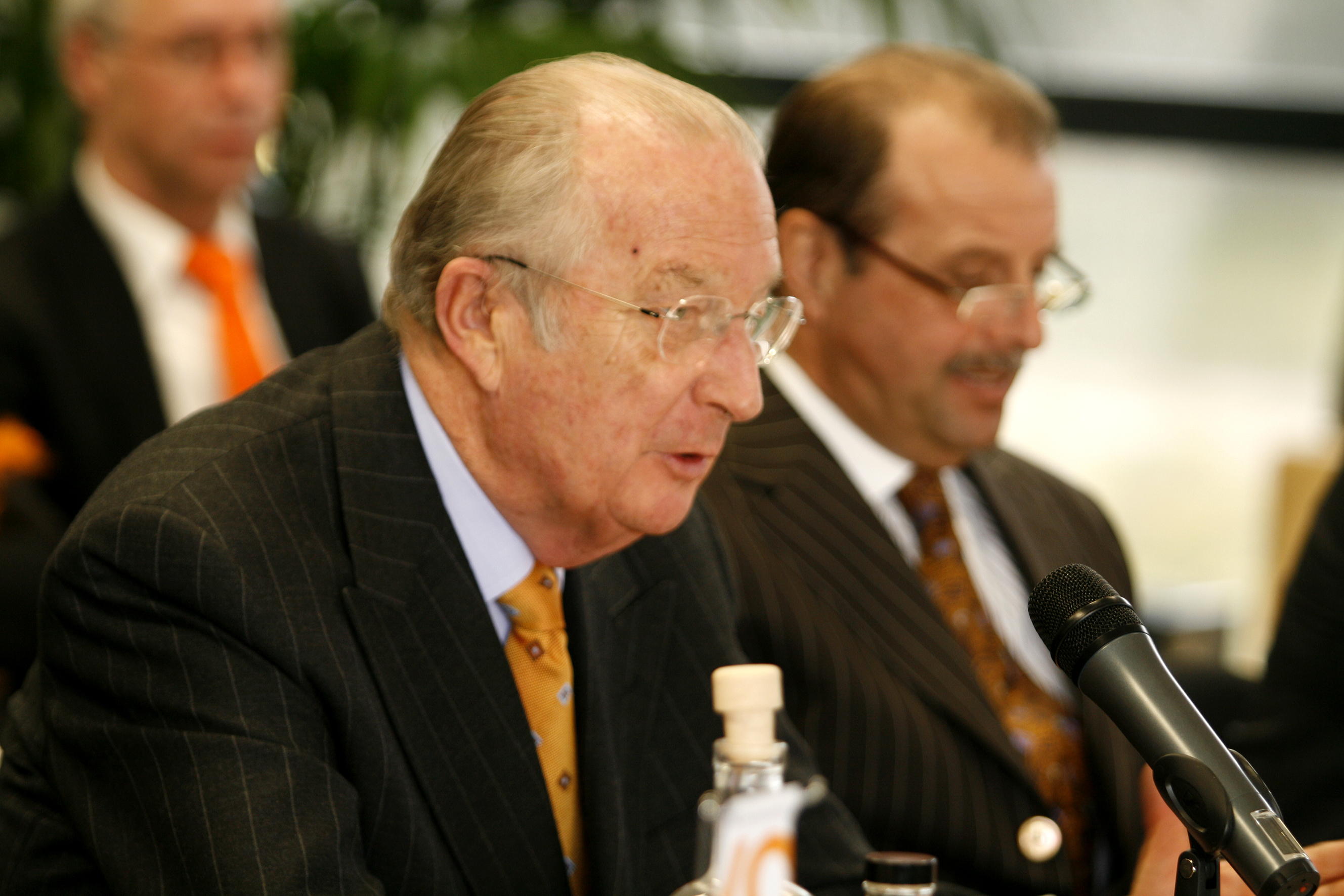
Альберт II
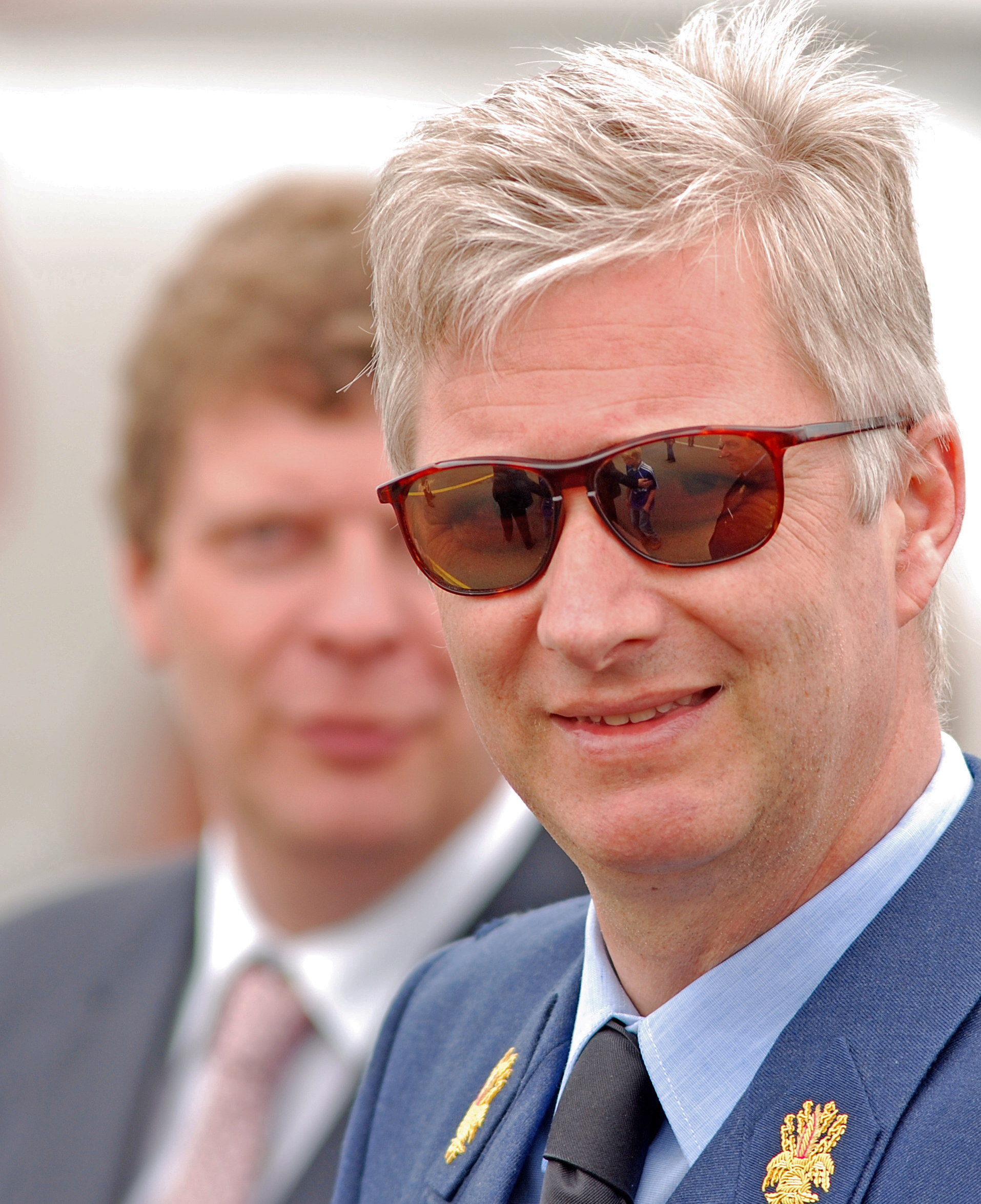
Філіп I